# Minerales elementos

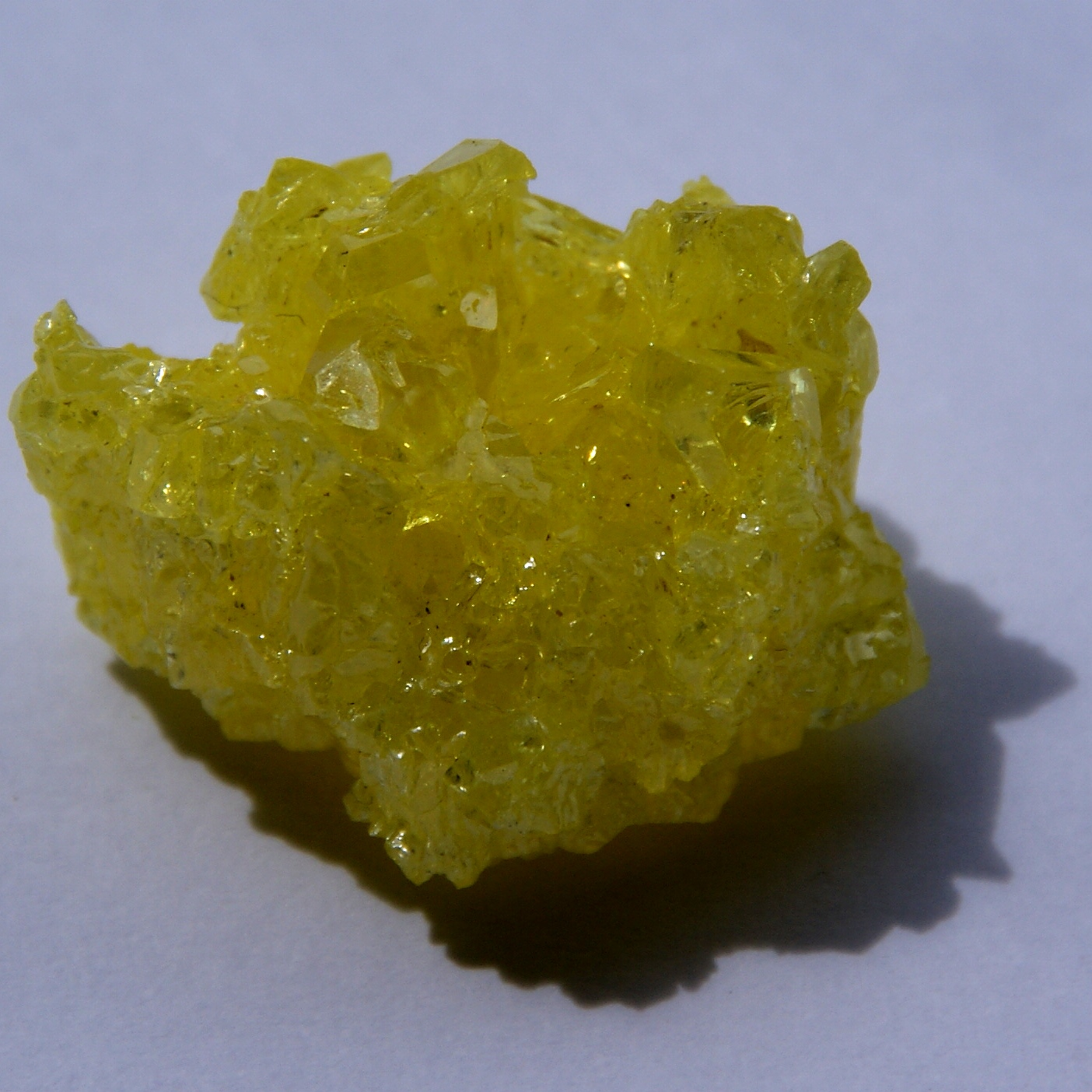
Cristales de azufre nativo

La clase de los minerales elementos es una de las diez formas en las que se clasifican los minerales según el sistema de Clasificación de Strunz, asignándole el código 01 a este grupo.
En esta clase 01 se incluyen los siguientes tipos como: minerales constituidos por un metal puro, por una aleación de metales, los metaloides y metales no puros, los carburos, siliciuros, nitruros y los fosfuros

## Divisiones
Se consideran 18 familias agrupadas en las 5 divisiones siguientes:

### 01.A - Metales y Aleaciones de metales
- 1.AA Familia del cobre-cupalita.
- 1.AB Familia del cinc-latón.
- 1.AC Familia del indio-estaño.
- 1.AD Familia del mercurio-amalgama.
- 1.AE Familia del hierro-cromo.
- 1.AF Elementos del "grupo del platino".
- 1.AG Aleación PGE-metal.
- 1.AH Miscelánea de elementos y aleaciones.

### 01.B - Carburos, siliciuros, nitruros y fosfuros, metálicos
- 1.BA Carburos metálicos.
- 1.BB Siliciuros metálicos.
- 1.BC Nitruros metálicos.
- 1.BD Fosfuros metálicos.

### 01.C - Metaloides y no metales
- 1.CA Elementos del "grupo del arsénico".
- 1.CB Familia carbono-silicio.
- 1.CC Azufre-selenio-yodo.

### 01.D - Carburos y nitruros no metálicos
- 1.DA Carburos no metálicos.
- 1.DB Nitruros no metálicos. y sulfuros

### 01.X - Elementos no clasificados
- 1.XX Desconocidos

2 no conocidos